# Maeru
Maeru – wieś w Estonii, w prowincji Harju, w gminie Keila.